# Southern Comfort
Southern Comfort é um telefilme de drama lançado em 2006.

## Sinopse
Quando um mafioso do Sul vai para cadeia, sua esposa Charlotte (Madeleine Stowe) assume os negócios.

## Elenco
| Ator              | Papel                              |
| ----------------- | ---------------------------------- |
| Madeleine Stowe   | Charlotte                          |
| Eric Roberts      | Ray                                |
| Lee Tergesen      | Blue                               |
| Ricky Adamson     | Bartender                          |
| Ken Axmaker Jr.   | Homem Suspeito                     |
| LaVita Brooks     | Night Club Patron                  |
| Dedrick Bullard   | KaShaun                            |
| Brian Crider      | Birthday Party Guest               |
| Jayson Dancy      | Waiter                             |
| J.D. Evermore     | Det. Jim Hicks                     |
| Geoff Falk        | Salesman                           |
| Jan Falk          | Deb - Secretária                   |
| Travis Fimmel     | Bobby                              |
| Reiley McClendon  |                                    |
| Jennifer McCoy    | Ela mesma                          |
| Donald Meyers     | Party Guest                        |
| Nancy Ellen Mills | Other Woman                        |
| Jeff Pope         | Pai                                |
| Markus Seaberry   | Poker Player                       |
| Jeremy Shada      | Colton                             |
| Jessica Stroup    | Lindy                              |
| Krista Tutor      | Chef                               |
| Amy Weatherford   | Professora/debutant council member |
| Learyn Wilde      | Debutante                          |
| Charlayne Woodard | Detetive feminina                  |
| Laurie Johnson    | Blues Club Patron (não creditado)  |